# زنی دیگر
زنی دیگر (انگلیسی: Another Woman) فیلمی درام به کارگردانی وودی آلن است که در سال ۱۹۸۸ منتشر شد.
برخی از مضامین و مفاهیم این فیلم، از فیلم‌های کارگردانِ محبوبِ وودی آلن، یعنی اینگمار برگمان (بویژه توت‌فرنگی‌های وحشی) وام گرفته شده‌است. این فیلم هنگام اکران با بازخوردهای متفاوتی از سوی منتقدان مواجه شد. در وب‌سایت بازبینی جمعی راتن تومیتوز، ۵۹٪ از ۲۷ نقد ثبت‌شده مثبت هستند و میانگین امتیاز فیلم ۶.۵ از ۱۰ است.

## خلاصه داستان
«ماریون» زنی است که یادگرفته از خود در برابر احساساتش محافظت کند. او آپارتمانی برای کار بر روی کتاب جدیدش اجاره می‌کند اما برحسب اتفاقات می‌تواند صدهای آپارتمان کناری‌اش که مطب یک روانپزشک است را بشنود. وقتی صدای زنی را می‌شوند که با دکتر صحبت می‌کند وارد ماجرای پیچیده‌ای می‌شود و…

## بازیگران
- جنا رولندز
- ایان هولم
- میا فارو
- جین هکمن
- بلایث دانر
- مارتا پلیمپتن
- سندی دنیس
- جان هاوسمن
- کنت ولش
- جاش همیلتون
- بتی باکلی
- دیوید اوگدن استایرس
- فیلیپ بوسکو
- هریس یولین